# Rimmel Daniel
Rimmel Johnny Daniel (sinh ngày 28 tháng 1 năm 1991) là một cầu thủ bóng đá người Granada thi đấu cho Waltham Abbey.

## Sự nghiệp

### Câu lạc bộ
Daniel là cầu thủ trẻ của Gillingham thi đấu ở vị trí hậu vệ. Daniel có 6 lần ra sân cho Waltham Forest năm 2010 tại Isthmian League Division One North.

### Quốc tế
Daniel thi đấu cho U-20 Grenada, và ghi 8 bàn trong chiến thắng 17–0 của Grenada trước Quần đảo Virgin thuộc Anh vào tháng 5 năm 2008.
Anh có màn ra mắt cho Đội tuyển bóng đá quốc gia Grenada trong trận đấu khởi động cho Cúp Vàng CONCACAF 2009 trước Antigua và Barbuda ngày 1 tháng 7 năm 2009 và có 1 bàn thắng. Anh nằm trong đội hình thi đấu giải, vào sân từ ghế dự bị ở 2 trong 3 trận Bảng B của Grenada.